# 腾字种畜场
腾字种畜场是位于中华人民共和国吉林省松原市乾安县东北部的一个以种植、畜牧为主的国有农场。由中共乾安县委、乾安县人民政府领导。辖区列为乾安县下辖的一个类似乡级单位。
种畜场东接前郭县，南临让字镇，西为余字乡，北为查干湖南岸。总面积49平方公里，其中耕地1533公顷、林地300公顷、草原2700公顷、水域8.7公顷。总户数520户，人口2064人。下设五个分场，即一、二、三、四、五分场，其中军马场、中心点、二龙山等在安字镇南面。
设有办公室、农业科、畜牧科、计财科、劳资科、综治办、计生站、社会保障所等办事机构，另有四个直属单位：学校、卫生院、农电所、电视站。上级相关部门派驻的单位有警务室、司法所、土地所。

## 行政区划
下辖以下地区：
腾字种畜场虚拟生活区。